# Orden de San Basilio de los melquitas de Alepo
La Orden de San Basilio de los Melquitas de Alepo (en latín: Ordo Basilianus Aleppensis Melkitarum) es una orden religiosa de la Iglesia greco-católica melquita, de vida apostólica y de derecho pontificio, fundada en 1829, a partir de la división de la Orden Basiliana de San Juan Bautista. Son comúnmente llamados alepinos y sus iniciales son B.A.

## Historia
Los orígenes del instituto se remontan a la fundación de la Orden Basiliana de San Juan Bautista en 1710, quienes se expandieron por Líbano y Siria. Los monasterios de Líbano, conocidos como alepinos, en contraposición de los soaritas, pidieron el reconocimiento jurídico de la Santa Sede, como una orden religiosa diversa de la casa madre soarita. De esa manera, en 1829, la Congregación de Propaganda Fidei aprobó la separación. La orden alepina recibió en 1955 la opción de convertirse en una orden religiosa de vida apostólica, para poder dedicarse a la pastoral en medio de los inmigrantes libaneses de rito greco-católico melquita.

## Organización
La Orden de San Basilio de los Melquitas de Alepo es un instituto religioso centralizado, cuyo gobierno general es ejercido por un superior. La curia general se encuentra en el monasterio basiliano del Santísimo Salvador de Sarba-Jonieh en Líbano.
Los religiosos de dicho instituto se dedican a la pastoral o cura de ánimas en los diversos lugares donde se encuentran, especialmente entre los católicos de rito bizantino, de la Iglesia greco-católica melquita. En 2015, eran unos 33 religiosos, de los cuales 22 eran sacerdotes, y tenían 10 monasterios, presentes en Líbano y Siria.

## Personajes famosos
- Hilarion Capucci (1922-2017), arzobispo y activista por la paz libanés.